# Sarracenia mitchelliana
Sarracenia mitchelliana är en flugtrumpetväxtart som först beskrevs av Nichols., och fick sitt nu gällande namn av S. Bell. Sarracenia mitchelliana ingår i släktet flugtrumpeter, och familjen flugtrumpetväxter. Inga underarter finns listade i Catalogue of Life.